# MLily Cup
La MLily Cup (梦百合杯) è un torneo internazionale di Go, sponsorizzato dalla HK Healthcare Foam e organizzato dalla International Go Federation (prime tre edizione) e dall'Associazione cinese di go (dalla quarta edizione), con una borsa di 1.800.000 CNY (€230.000) per il vincitore. Si tratta di un torneo professionistico, ma che ammette la partecipazione di un numero limitato di giocatori amatoriali. Il formato del torneo è a eliminazione diretta, su partita singola dai trentaduesimi di finale ai quarti di finale, su tre partite in semifinale, su cinque partite in finale.

## Edizioni
La prima edizione, disputata nel 2013, ha visto partecipare giocatori dalla Cina (41), Corea (18, di cui 4 amatoriali), Giappone (3) e Taiwan (1).
La seconda edizione, disputata nel 2015, ha visto partecipare giocatori dalla Cina (38 di cui due amatoriali), Corea (17, di cui 2 amatoriali), Giappone (3), Taiwan (2), Nord America (2, di cui 1 amatoriale) ed Europa (2).
La terza edizione, disputata nel 2017, ha visto partecipare giocatori dalla Cina (37), Corea (18, di cui 4 amatoriali), Giappone (3), Taiwan (1), Nord America (2), Europa (2); per la prima volta in un torneo internazionale ha partecipato un software per giocare a Go, DeepZenGo, che ha passato il primo turno ma è stato sconfitto al secondo.
La quarta edizione è stata sospesa ad aprile 2020, per poi essere ripresa a dicembre e terminata a maggio 2021.
La quinta edizione è stata disputata tra il giugno 2023 e il maggio 2024.

## Albo d'oro
| Edizioni | Anno    | Vincitore      | Punteggio | Finalista      |
| -------- | ------- | -------------- | --------- | -------------- |
| 1        | 2013    | Mi Yuting      | 3–1       | Gu Li          |
| 2        | 2015    | Ke Jie         | 3–2       | Lee Se-dol     |
| 3        | 2017    | Park Jung-hwan | 2–1       | Park Yeong-hun |
| 4        | 2019-21 | Mi Yuting      | 3–2       | Xie Ke         |
| 5        | 2023-24 | Li Xuanhao     | 3–1       | Dang Yifei     |